# Fender Musicmaster
A Fender Musicmaster volt a Fender amerikai hangszercég első rövid skálahosszúságú (22,5 hüvelyk) elektromos gitár modellje. A gitár egyetlen hangszedőjével, tremoló nélküli, fix húrlábával alap hangszernek számított.

## Története
A Musicmaster, és két hangszedős párja, a Duo-Sonic fejlesztése 1955 végén indult. 1956 elején már készen voltak az első prototípusok, majd április végén megindult a sorozatgyártás is. A test megegyezett a néhány hónappal később bemutatott Duo-Sonic modellével, így bár a Musicmaster csak egy hangszedővel rendelkezett, a testen két bevágás volt.
1959-ben a Fender új katalógusának megfelelően megváltoztatta a Musicmaster és Duo-Sonic modelleket: a régi alumínium koptatólap helyett mindkét hangszer új, műanyag koptatót kapott, valamint megújult a két részből álló paliszander fogólapos nyak is. 1964-ben, a Mustang megjelenésével aztán mindkét gitár Mustang testet és nyakat kapott az olcsóbb gyártás miatt. Ezek a modellek műanyag koptatóval, és fém hangerő- és hangszínszabályzó aljzattal készültek. A fej is nagyobb lett, mint az eredeti Musicmaster modellen. Mindhárom modell rendelhető volt 22 érintős nyakkal, mely 24 hüvelykes skálahosszúságot jelentett. Ez az opció volt messze a legnépszerűbb az eladott hangszerek között. Az áttervezett modellek a Musicmaster II, valamint a Duo-Sonic II nevet kapták, és a Fender Bronco testével készültek.

## Külső hivatkozások
- 1956 Fender Musicmaster
- Fender Musicmaster/Duo-Sonic Gallery